# Мухаммад Жамель Диди
Мухаммад Жамель Диди (мальд. މުޙައްމަދު ޖަމީލުދީދީ; l1 мая 1915 — 15 марта 1989) — мальдивский государственный деятель и поэт.
Окончил Университет Аль-Азхар в Египте. Занимал ряд государственных постов, в том числе пост министра юстиции (с 1953 г.) и генерального прокурора (с 1956 г.). В 1948 г. написал текст Государственного гимна Мальдив.